# 後埔 (新北市)
後埔，是台灣新北市的一個地名，位於今板橋區東部。該地區在日治初期為一舊制街庄，1920年改制為大字時，將西北端鐵道以西部分劃歸板橋大字後，其範圍大致包括今之赤松里東南部、華福里最東端、華貴里最南端、鄉雲里北端及南端除外部分、後埔里北端除外部分、國泰里、民族里、福祿里、福德里、福星里、廣德里北半部、大豐里東南端除外部分、仁愛里西北半部、華東里最東端。

## 歷史
台灣清治末期至日治前期，後埔為一街庄，稱為「後埔庄」，隸屬於擺接堡。該庄北與深坵庄為鄰，東與埔墘庄、員山仔庄為鄰，南邊為四汴頭庄、柑林陂庄，西邊為湳仔庄、板橋街。
1920年（日治大正九年），該庄將西北端鐵路以西部分劃歸板橋大字，其餘改制為「後埔」大字，隸屬於台北州海山郡板橋庄（後改制為板橋街）。戰後板橋街改制為板橋鎮，隸屬於台北縣，大字亦改制為里。其後板橋鎮先後改制為板橋市、板橋區。由於人口增加，如今後埔地區已細分為多個里。

## 交通
台北捷運板南線有經過後埔地區西北部，並設有府中站。隣近居民可由此路線及相關路網快速前往大台北地區各地，或至板橋車站轉搭高鐵、台鐵或客運前往全台各地。
省道台3線（四川路一段、中山路一段）大致以南北向穿越本地區西部，是重要聯外道路，往南經三峽、大溪可前往桃園市、新竹縣的山線地區；往北經華江橋可進入臺北市。
縣道106號（民權路）大致以東西向穿越本地區東北部，往東南經秀朗橋可前往新店區、文山區、深坑、平溪及瑞芳等地，往西北可前往新莊、泰山、林口等地。
縣道114號（中山路一段）經過本地區西北端，往東北經光復大橋可進入臺北市，往西南可前往樹林、鶯歌及桃園市八德、中壢、新屋等地。

## 學校
- 忠孝國中
- 後埔國小
- 實踐國小
- 海山國小（部分）

## 廟宇
- 迪毅堂（市定古蹟）
- 板橋妙雲宮